# 氨磺洛尔
氨磺洛尔（Amosulalol）又称阿膜索罗，神经系统抗肾上腺素药。药理作用阻断α及β受体，可降低血压，其降压效价强度为普萘洛尔的1/16— 1/12。可用于原发性高血压及嗜铬细胞瘤性高血压，用药后血压下降迅速、持久。由日本山之内制药公司研制与开发,于1988年首次上市。